# IC 2254
IC 2254 ist eine Balken-Spiralgalaxie vom Hubble-Typ SBab im Sternbild Krebs auf der Ekliptik. Sie ist schätzungsweise 331 Millionen Lichtjahre von der Milchstraße entfernt und hat einen Durchmesser von etwa 30.000 Lichtjahren.
Im selben Himmelsareal befinden sich u. a. die Galaxien IC 2249, IC 2267, IC 2268, IC 2271.
Das Objekt wurde am 11. Februar 1896 von Stéphane Javelle entdeckt.